# Samusocial Brussels
Samusocial is een Belgische liefdadigheidsorganisatie die materiële, medische en psychosociale noodhulp biedt aan daklozen in het Brusselse Gewest en de omliggende gemeenten. De private vzw maakt deel uit van het wereldwijd vertakte Samusocial International.

## Naam
De vereniging heeft twee officiële benamingen gekend: ze is opgericht als Centre d'Aide Sociale d'Urgence (CASU) en is in 2009 omgedoopt tot Samusocial, waarbij ook de naam Samusocial de Bruxelles werd beschermd. Op de website wordt gesproken over samusocial.brussels. Het in Parijs ontstane acroniem SAMU staat voor service d'aide médicale urgente.

## Geschiedenis
Om het hoofd te kunnen bieden aan de groeiende vraag naar opvang en begeleiding ten behoeve van daklozen en vluchtelingen drongen Brusselse hulpverleners er bij de lokale beleidsmakers op aan om, als alternatief voor de bestaande maar beperkte en geïmproviseerde nachtopvang in de spoed- en wachtdiensten van de Brusselse ziekenhuizen en gewone asielcentra, werk te maken van een aparte, permanente, structurele medische en sociale noodopvang. Daarom werd in 1999 in Brussel, in navolging van de eerste, in 1993 door de Franse arts Xavier Emmanuelli in Parijs opgerichte Samusocial, het 'Centre d'Aide Sociale d'Urgence' (CASU) opgestart, een initiatief van toenmalig Brussels OCMW-voorzitter Yvan Mayeur, toenmalig Brussels staatssecretaris voor Sociale Huisvesting Alain Hutchinson en enkele openbare, private en associatieve partners zoals de ngo Dokters van de Wereld die belangeloos voor de medische raadplegingen zorgden. In de Zespenningenstraat werd een opvangcentrum geopend dat over 50 à 60 nachtplaatsen beschikte. Tevens werden de maraudes ingeschakeld, dit zijn mobiele multidisciplinaire hulpteams die de daklozen prospecteren en proactief tegemoet treden. Op 30 april 2001 kreeg het initiatief de vorm van een private vzw.
In 2003 verhuisde het CASU naar een nieuw gebouw waardoor de opvangcapaciteit ongeveer verdubbelde. Nadat in 2005 twee daklozen omkwamen in het centrum van Brussel door onderkoeling besloten de ministers van de Gemeenschappelijke Gemeenschapscommissie een subsidie toe te kennen aan het CASU om 150 extra plaatsen bij te creëren tijdens de wintermaanden. Dit was de start van het gewestelijk winteropvangplan.
Bij de asielcrisis in 2010 kreeg Samusocial van Fedasil de opdracht om in de residentiële opvang (24 uur per dag) van 400 asielzoekers te voorzien. Bij de strenge koudegolf in januari 2012 werd met toenmalig federaal staatssecretaris voor Maatschappelijke Integratie en Armoedebestrijding Maggie De Block overeengekomen het gewestelijke winteropvangplan aan te vullen met 300 federaal gesubsidieerde plaatsen om alle daklozen, ook illegalen, een opvangplaats te kunnen bieden. In 2014 opende Samusocial een centrum voor gezinnen met een capaciteit van 150 plaatsen.
In februari 2015 verhuisde het centrum voor gezinnen en hield het 130 plaatsen over. In juni 2015 startte Samusocial het ‘Step Forward, Housing First’-project waarmee herhuisvesting werd aangeboden aan jongeren tussen 18 en 25. Tegelijkertijd werd ook het medisch opvangcentrum ‘MediHalte‘ geopend. Toen de Dienst Vreemdelingenzaken in september 2015 ten gevolge van de Europese vluchtelingencrisis met een acuut inschrijvings- en opvangprobleem te kampen kreeg, zorgde Samusocial voor humanitaire permanentie in het naburige Maximiliaanpark. In december van datzelfde jaar kreeg Samusocial van Fedasil de opdracht om in Neder-Over-Heembeek een asielcentrum voor 400 asielzoekers te openen.

## Principes
Het doel van Samusocial en Samusocial International is te helpen volgens de filosofie van de Universele Verklaring van de Rechten van de Mens, daarbij vertrekkend van basisbeginselen als vrijheid, gelijkheid, verbondenheid en solidariteit. De verschillende hulporganisaties verenigd in Samusocial International hebben als doel in de grote wereldsteden dringende sociale interventies te doen voor mensen in nood of die te zwak of geïsoleerd zijn om voor zichzelf op te komen. Elke Samusocial onderhoudt daarom contacten met medisch-psychosociale instellingen, andere hulporganisaties en openbare & privé-instellingen die strijden tegen sociale uitsluiting.

## Voorzieningen
Anno 2017 biedt Samusocial de volgende voorzieningen aan aan daklozen en andere kwetsbaren:
- Een telefoonnummer (het 'groen nummer') waar 24 uur op 24 om dringende sociale hulp kan gevraagd worden.
- Mobiele multidisciplinaire teams (maraudes) bestaande uit een chauffeur, verpleegkundige, maatschappelijk werker en/of psycholoog die een luisterend oor en begeleiding bieden aan (gedesocialiseerde) daklozen en hen naar opvangcentra of andere hulp doorverwijzen.
- Gratis ambulante medische raadplegingen voor daklozen in samenwerking met Dokters van de Wereld.
- Twee centra voor noodopvang in het centrum van Brussel die ongeveer 300 opvangplaatsen 24 uur op 24 ter beschikking hebben. In deze opvangcentra wordt in de basisbehoeften voorzien (onderdak, sanitair, maaltijden en medische verzorging) maar is ook psychosociale begeleiding aanwezig. Deze bestaat erin om, samen met de betrokkene, een begeleidingsplan op te stellen met de bedoeling hem of haar, mits herstel van diens sociale rechten (zoals een leefloon of uitkering) en met dringende materiële hulp (zoals voedselpakketten of maaltijdbonnen) te reïntegreren in de maatschappij.
- Een familieopvangcentrum dat 130 tweedelijnsopvangplaatsen biedt waar gezinnen terecht kunnen na de noodopvang. De aparte opvang dient om te vermijden dat gezinnen geconfronteerd worden met bijvoorbeeld drugsgebruikers. In het centrum voorzien opvoeders specifieke activiteiten voor kinderen en wordt ook een programma voor ouderschapsondersteuning aangeboden.
- 'MediHalte': een centrum met 38 opvangplaatsen voor daklozen die moeten rusten of verzorging nodig hebben om medische redenen.
- 'Step Forward': een initiatief dat 20 studio’s biedt aan jongeren van 18 tot 25 jaar die kampen met psychische problemen of verslavingen. Dit maakt een onmiddellijke overstap van het straatleven naar een eigen woning mogelijk. Eenmaal de jongere opnieuw onderdak heeft kan hij multidisciplinaire begeleiding krijgen voor de problemen waardoor hij/zij op straat is beland.
- Samusocial verzorgt in opdracht van de Brusselse en federale overheid de nachtelijke winteropvang voor daklozen in het Brussels Hoofdstedelijk Gewest. Tijdens de winteropvang wordt door middel van extra capaciteit elke nacht aan meer dan duizend daklozen onderdak geboden.
- In opdracht van Fedasil beheert Samusocial twee opvangcentra voor in totaal 500 asielzoekers. Dit zorgt er ook voor dat asielzoekers geen extra druk op de reguliere daklozenopvang creëren.[5]

## Schandaal

### Zitpenningen
Begin juni 2017 ontstond er heel wat ophef omtrent de vergoedingen uitgekeerd aan bestuursleden van Samusocial. Er kwam aan het licht dat sommige bestuurders hoge zitpenningen kregen voor vergaderingen waarvan sommige fysiek niet eens hadden plaatsgevonden of enkel via telefoon of e-mail gebeurden. Per zitting kregen de bestuurders namelijk 140 euro, wat op zich niet abnormaal hoog zou zijn als zitpenning voor een volwaardige vergadering. Een beperkt 'bureau' (een kerngroep binnen de raad van bestuur van Samusocial) kwam echter officieel ongeveer tien keer samen per maand, wat neerkwam op een maandelijkse zitpenning van ongeveer 1.400 euro of, volgens de RTBF, jaarlijks (inclusief de zomermaanden) zo'n 17.000 à 19.000 euro. Wat de zaak nog pijnlijker maakte was dat deze vergoedingen werden uitbetaald met geld afkomstig van giften aan de organisatie. In totaal zou zo jaarlijks 60.000 euro zijn uitbetaald geweest aan bestuursleden van de ongeveer 180.000 euro aan giften die de organisatie jaarlijks kreeg. Daarvan ging het grootste deel (56.000 euro) naar de vier leden van het 'bureau': Brussels burgemeester Yvan Mayeur, voorzitter van de raad van bestuur Michel Degueldre, gedelegeerd bestuurder Pascale Peraïta en Valérie Vierset, de kabinetschef van Peraïta. Eind 2013 was Peraïta ook al in opspraak gekomen toen bleek dat ze als directeur van Samusocial (al sinds 1999) een wel erg royaal maandloon kreeg en tegelijk, hoewel zeer ongebruikelijk, in een woning van het Brusselse OCMW woonde. Ze trad toen af als directrice, nam verlof zonder wedde, werd voorzitster van het Brussels OCMW maar bleef als gedelegeerd bestuurder van Samusocial wel zetelen in het 'bureau'. Op 19 oktober 2017 besliste de nieuwe raad van bestuur om Peraïta te ontslaan om dringende redenen en dus zonder ontslagvergoeding.
Tevens kwam aan het licht dat meerdere PS'ers ook hun kinderen of naaste familieleden aan een job bij Samusocial hebben geholpen. Zo waren de twee dochters van Peraïta, een dochter van Laurette Onkelinx en de broer van Yvan Mayeur aan de slag bij Samusocial. De brede verontwaardiging in de media en publieke opinie over de riante vergoedingen, nepotisme en wanbeheer inzake giften (zoals voedselpakketten), leidde tot een ernstige politieke crisis in Franstalig België.

### Poging tot intimidatie
Sinds het afsluiten van het beheerscontract met de Brusselse ministers Pascal Smet en Céline Fremault op 9 maart 2016 heeft de raad van bestuur zich steeds fel verzet tegen de (externe) controle op het correct gebruik van de door het Brussels Gewest toegekende subsidies. Volgens het 'bureau' was de aanstelling van twee regeringscommissarissen en twee permanente vertegenwoordigers van de Brusselse regering in de raad van bestuur van Samusocial niet alleen een inbreuk op het privaat karakter van de vzw maar ook een schending van de privacy van zijn bestuurders, ook al ging het om lokale politici. Om het (lopende) onderzoek naar de zitpenningen te dwarsbomen deed Samusocial onder meer beroep op het advocatenkantoor van Marc Uyttendaele, de echtgenoot van Brussels PS-voorzitter Laurette Onkelinx, dat hiervoor diverse protestbrieven naar het Brusselse Gewest stuurde.
In een poging te verhinderen dat het op handen zijnde schandaal toch alsnog zou uitlekken had voorzitter Michel Degueldre op 25 mei 2017 in een e-mail aan de persverantwoordelijke gevraagd om de persoonlijke levenswandel van Brussels parlementslid Alain Maron (Ecolo) en twee kritische journalisten van weekblad Le Vif en RTBF "diepgaand te onderzoeken". Degueldre wordt verweten met zijn instructies, die schijnbaar niet zijn opgevolgd, de betrokkenen te hebben willen intimideren.

### Onderzoek
Pas wanneer de Brusselse minister-president Rudi Vervoort op 1 juni 2017 de regeringscommissarissen vraagt om ter plaatse te gaan en alle informatie op te eisen, komt de affaire in een stroomversnelling. Een dag later kondigde Peraïta aan een stap terug te zetten uit het bureau van Samusocial. Op 8 juni kondigde Mayeur aan ontslag te nemen als burgemeester van Brussel. Enkele uren daarna stapte ook Peraïta op als OCMW-voorzitster. Toen Peraïta op 1 juli weigerde te verschijnen voor de ethische 'waakzaamheidscommissie' van de PS werd ze prompt uit de partij gezet.
Op 9 juni kondigde het Brusselse parket aan dat het een opsporingsonderzoek had geopend om na te gaan of er strafrechtelijke inbreuken werden gepleegd binnen Samusocial. Op 12 juni liet het parket huiszoekingen uitvoeren in de lokalen van Samusocial en het Brusselse OCMW via een zogenaamd mini-onderzoek, waarbij een onderzoeksrechter enkel oordeelt over de gevraagde dwangmaatregel. Op 13 juni meldde het parket dat de onderzoeksrechter de zaak naar zich had toegetrokken en er een gerechtelijk onderzoek van had gemaakt. Op 16 juni 2017 besliste het Brussels Parlement unaniem om, parallel aan het gerechtelijk onderzoek, een parlementaire onderzoekscommissie naar het beheer van Samusocial op te richten.
Op 21 februari 2018 rapporteerde de Brusselse parlementaire onderzoekscommissie in een van haar dertig ontwerpaanbevelingen dat alle bestuursleden van Samusocial de ten onrechte verkregen zitpenningen van meer dan 100.000 euro moeten terugbetalen. Tegelijkertijd hekelde de commissie het "gebrek aan professionalisme, transparantie, interne en externe controle", de catastrofale interne werking alsook de belangenvermenging tussen de private vzw enerzijds en de subsidiërende instellingen (Stad Brussel en OCMW) anderzijds.